# 4214 Veralynn
4214 Veralynn (1987 UX4) là một tiểu hành tinh vành đai chính được phát hiện ngày 22 tháng 10 năm 1987 bởi L. V. Zhuravleva ở Nauchnyj.